# 日本画家
日本画家（にほんがか）とは、明治以降、日本の絵画が洋画と日本画のジャンルに分かれたため、洋画家の対義語として使われる言葉。狩野派や琳派など日本の伝統的美意識や技法を引き継いだ画家を呼んだ。明治以降の洋画全盛に対抗する一派であるが、洋画からも少なからず影響を受けている面もあった。ただし、これらはほぼ戦前に明治以前の伝統的東洋美術を学んだ画家達によって切り開かれた絵画様式であった。
現代の日本画家は戦後の大学教育を受けており、西洋由来のデッサンを基に日本画科に進学し、日本画家を名乗る場合が多い。明治以前の伝統的な日本美術に通ずるカリキュラムは受けておらず、江戸以前の日本美術との直接的なつながりはあまり見受けられない。
現代の日本画は岩絵具の使用によって定義されることが多い。ただし、現在使用される岩絵具はそのほとんどが近代以降に開発されたものであり、伝統的なものではない。粒子径や原料の産地なども全く異なっており、膠の成分、濃度なども古来とは全く違うものとなっている。また、伝統的な岩絵具は世界的にも広く使用されており、現在でも東アジア文化圏に広く普及しており、日本に固有のものとは言い難い。
現代における日本画と洋画の違いはほとんどその材料のみによっており、そのため視覚的にもほとんど同じような画面に見えることが指摘される。昭和初期から「日本画滅亡論」なるものが唱えられ続けている。
近代以前の作家にはこの用語を用いないため、狩野永徳や雪舟を日本画家と呼ぶことはない。ただし、日本画の英訳は"Japanese-painting"であり、結果的に海外から見て江戸時代以前の日本の絵画も日本画と見なされることはある。

## 代表的な日本画家

### 江戸時代生まれ
- 菊池容斎 （1788年11月28日 - 1878年6月16日）
- 柴田是真（1807年 3月15日 - 1891年 7月13日）
- 森寛斎（1814年3月2日 - 1894年6月2日）
- 田能村直入（1814年 3月31日 - 1907年1月21日）
- 田崎草雲（1815年11月15日 - 1898年9月1日）
- 岸竹堂 （1826年 5月28日 - 1897年7月27日）
- 狩野芳崖（1828年2月27日 - 1888年11月5日）
- 河鍋暁斎（1831年5月18日 - 1889年4月26日）
- 荒木寛畝 （1831年7月24日 - 1915年6月2日）
- 橋本雅邦（1835年8月21日 - 1908年1月13日）
- 山名貫義（1836年4月16日 - 1902年6月11日）
- 富岡鉄斎 （1837年1月25日 - 1924年12月31日）
- 奥原晴湖 （1837年9月14日 -　1913年7月28日）
- 松本楓湖 （1840年10月9日 - 1923年6月22日）
- 川端玉章 （1842年4月18日 - 1913年2月14日）
- 幸野楳嶺 （1844年4月20日 - 1895年2月2日）
- 野口小蘋 （1847年2月25日 - 1917年2月17日）
- 久保田米僊 （1852年3月15日 - 1906年5月19日）
- 渡辺省亭 （1852年1月18日 - 1918年4月2日）
- 小堀鞆音（1864年3月26日 - 1931年10月1日）
- 竹内栖鳳 （1864年12月20日 - 1942年8月23日）
- 水野年方（1866年3月6日 - 1908年4月7日）
- 寺崎広業 （1866年4月10日 - 1919年2月21日）
- 島田墨仙（1867年11月4日 - 1943年7月9日）
- 小川芋銭 （1868年3月11日 - 1938年 12月17日）

### 明治生まれ
- 横山大観 （1868年11月2日 - 1958年2月26日）
- 梶田半古（1870年7月23日 - 1917年4月23日）
- 山元春挙（1872年1月4日 - 1933年7月12日）
- 荒木十畝 （1872年10月5日 - 1944年9月11日）
- 下村観山 （1873年4月10日 - 1930年5月10日）
- 川合玉堂 （1873年11月24日 - 1957年6月30日）
- 小室翠雲 （1874年8月31日 - 1945年3月30日）
- 菱田春草 （1874年9月21日 - 1911年9月16日）
- 上村松園 （1875年4月23日 - 1949年8月27日）
- 吉川霊華 （1875年5月4日 - 1929年3月25日）
- 結城素明（1875年12月10日 - 1957年3月24日）
- 松林桂月（1876年8月18日 - 1963年5月22日）
- 西村五雲（1877年11月6日 - 1938年9月16日）
- 平福百穂（1877年12月28日 - 1933年10月30日）
- 荒井寛方（1878年8月15日 - 1945年4月16日）
- 鏑木清方 （1878年8月31日 - 1972年3月2日）
- 西山翠嶂 （1879年4月2日 - 1958年3月30日）
- 菊池契月（1879年11月14日 - 1955年9月9日）
- 冨田溪仙 （1879年12月9日 - 1936年7月6日）
- 野田九浦（1879年12月22日 - 1971年11月2日）
- 今村紫紅 （1880年12月16日 - 1916年2月28日）
- 松岡映丘（1881年7月9日 - 1938年3月2日）
- 小林古径 （1883年2月11日 - 1957年4月3日）
- 橋本関雪（1883年11月10日 - 1945年2月26日）
- 安田靫彦 （1884年2月16日 - 1978年4月29日）
- 近藤浩一路 （1884年3月20日 - 1962年4月27日）
- 蔡雪溪（中国語版）（1884年-1964年？）
- 前田青邨 （1885年1月27日 - 1977年10月27日）
- 川端龍子 （1885年6月6日 - 1966年4月10日）
- 池田蕉園 （1886年5月13日 - 1917年12月1日）
- 土田麦僊 （1887年2月9日 - 1936年6月10日）
- 小村雪岱 （1887年3月22日 - 1940年10月17日）
- 郷原古統 （1887年8月8日 - 1965年4月6日）
- 榊原紫峰 （1887年8月8日 - 1971年1月7日）
- 堅山南風（1887年9月12日 - 1980年12月30日）
- 入江波光 （1887年9月26日 - 1948年6月9日）
- 村上華岳（1888年7月3日 - 1939年11月11日）
- 奥村土牛 （1889年2月18日 - 1990年9月25日）
- 小野竹喬 （1889年11月20日 - 1979年5月10日）
- 中村岳陵 （1890年3月10日 - 1969年11月20日）
- 小茂田青樹（1891年10月30日 - 1933年8月28日）
- 堂本印象 （1891年12月25日 - 1975年9月5日）
- 福田平八郎 （1892年2月28日 - 1974年3月22日）
- 山口蓬春（1893年10月15日 - 1971年5月31日）
- 速水御舟 （1894年8月2日 - 1935年3月20日）
- 小倉遊亀 （1895年3月1日 - 2000年7月23日）
- 池田遙邨（1895年11月1日 - 1988年9月26日）
- 徳岡神泉（1896年2月14日 - 1972年6月9日）
- 宇田荻邨 （1896年6月30日 - 1980年1月28日）
- 伊東深水 （1898年2月4日 - 1972年5月8日）
- 呂鐵州（中国語版）（1899年6月17日 - 1942年9月24日）
- 山口華楊 （1899年10月3日 - 1984年3月16日）
- 山本丘人（1900年4月15日 - 1986年2月10日）
- 丸木位里（1901年6月20日 - 1995年10月19日）
- 上村松篁 （1902年11月4日 - 2001年3月11日）
- 岩橋英遠 （1903年1月12日 - 1999年7月12日）
- 奥村厚一 (1904年7月1日 - 1974年6月25日)
- 橋本明治 （1904年8月5日 - 1991年3月25日）
- 片岡球子 （1905年1月5日 - 2008年1月16日）
- 鄭燦英（정찬영）（1906年5月 - 1988年8月）[4]
- 吉岡堅二 （906年10月27日 - 1990年7月15日）
- 陳進 （1907年11月2日 - 1998年3月27日）
- 郭雪湖（中国語版）（1908年4月10日 - 2012年1月23日）
- 東山魁夷 （1908年7月8日 - 1999年5月6日）
- 田中一村 （1908年7月22日 - 1977年9月11日）
- 秋野不矩 （1908年7月25日 - 2001年10月11日）
- 杉山寧 （1909年10月20日 - 1993年10月20日）
- 奥田元宋（1912年6月7日 - 2003年2月15日）
- 髙山辰雄 （1912年6月26日 - 2007年9月14日）

### 大正生まれ
- 守屋多々志（1912年8月10日 - 2003年12月22日）
- 邱金蓮（中国語版）（1912年 - 2015年）
- 陳雪君（中国語版）（1912年 - ？）
- 彭蓉妹（1912年 - ？）[5]
- 金基昶（朝鮮語版）（1913年2月18日 - 2001年1月23日）
- 佐藤太清 （1913年11月10日 - 2004年11月6日）
- 周紅綢（中国語版）（1914年 - 1981年）
- 工藤甲人 （1915年7月30日 - 2011年7月29日）
- 林阿琴（中国語版）（1915年9月29日 - 2020年10月8日）
- 林之助（中国語版） （1917年2月2日 - 2008年2月13日）
- 横山操 （1920年1月25日 - 1973年4月1日）
- 石本正 （1920年7月3日 - 2015年9月26日
- 福王寺法林 （1920年11月10日 - 2012年2月21日）
- 大山忠作 （1922年5月5日 - 2009年2月19日）
- 松尾敏男 （1926年3月9日 - 2016年8月4日）

### 昭和戦前生まれ
- 加山又造 （1927年9月24日 - 2004年4月6日）
- 麻田鷹司 （1928年8月8日 - 1987年7月1日）
- 後藤純男 （1930年1月21日 - 2016年10月18日）
- 平山郁夫 （1930年6月15日 - 2009年12月2日）
- 中路融人 （1933年9月20日 - 2017年7月18日）
- 福井爽人 （1937年9月20日 - )
- 土手朋英（英語版） （1944年 - ？）

### 現代
- 浅野均
- 池永康晟
- 内田あぐり
- 海老洋
- 大西守博
- 大矢紀
- 後藤仁
- 下田義寛
- 千住博
- 土屋礼一
- 中島千波
- 中野弘彦
- 西田俊英
- 畠中光享
- 平松礼二
- 福田千惠
- 松井冬子
- 松本哲男
- 宮廻正明
- 村居正之
- 村田茂樹
- 尹汝尙（윤여상）[6]